# جيسيكا بيبي
جيسيكا بيبي (بالإنجليزية: Jessica Bibby)‏ مواليد 23 أغسطس 1979 في ملبورن، هي لاعبة كرة سلة أسترالية. بدأت مسيرتها الاحترافية في سنة 1995. تم اختيارها من قبل فريق نيويورك ليبرتي خلال الدرافت. وتحمل الرقم 11. حققت المركز الأول في بطولة أمم أوقيانوسيا لكرة السلة 2009.

## الميداليات
| الميدالية | المسابقة                             |
| --------- | ------------------------------------ |
| ذهبية     | بطولة أمم أوقيانوسيا لكرة السلة 2009 |

## روابط خارجية
- جيسيكا بيبي على موقع الاتحاد الدولي لكرة السلة (الإنجليزية)
- جيسيكا بيبي على موقع الاتحاد الوطني لكرة السلة النسائية (الإنجليزية)
- جيسيكا بيبي على موقع كرة السلة الأوروبية.كوم (الإنجليزية)
- جيسيكا بيبي على موقع سبورتس رفرنس (الإنجليزية)
- جيسيكا بيبي على موقع AustralianFootball.com (الإنجليزية)